# Jordanische Blei-Kodizes
Die Jordanischen Blei-Kodizes oder Umm al-Ghanam-Kodizes sind eine Sammlung von etwa 70 ringgebundenen Büchern aus Blei und Kupfer-Plättchen, die angeblich aus dem 1. Jahrhundert nach Chr. stammen sollen, 2011 publiziert und bald als Fälschung erkannt wurden.
Die Kodizes sollen 2006 von Beduinen in einer Höhle bei dem Dorf Saham in der Nähe von Hamat Gader (Umm Qais) in Nordjordanien entdeckt worden und in das nordisraelische Umm al-Ghanam bei Nazaret geschmuggelt worden sein. Der Besitzer Hassan Saida, ein israelischer Beduine, behauptete auch, sie seien vor hundert Jahren von seinem Urgroßvater gefunden worden. Nach dem Bekanntwerden des Funds bemühte sich die Jordanische Antiken-Verwaltung um eine Rückgabe.
Die einzelnen Ringbücher umfassen jedes zwischen 5 und 15 Seiten etwa in Scheckkartengröße. Eine abgebildete Figur mit der Inschrift „Retter Israels“ soll Jesus Christus darstellen. Das verwendete Leder schien nach einer Radiokohlenstoffdatierung tatsächlich alt zu sein, und auch die Blei-Legierung wies scheinbar keine modernen Beimischungen auf.
Die Funde wurden durch die Theologin Margaret Barker von der Universität Cambridge, den Epigrafiker André Lemaire von der École Pratique des Hautes Études in Paris, den Judaisten James R. Davila von der University of St. Andrews, den Althistoriker Peter Thonemann von der Universität Oxford, den Aramaisten Steve Caruso von der Rutgers University und andere Wissenschaftler untersucht.
Die Untersuchungen kamen zu dem Ergebnis, dass die Texte, Symbole und Abbildungen dilettantisch aus verschiedenen Inschriften zusammengestellt wurden. Die aramäischen Buchstaben sind paläografischen Beispielen aus einem Zeitraum von 800 Jahren entnommen, zeitlich vermischt und vereinzelt spiegelverkehrt verwendet. Die griechischen Teile wurden teilweise zusammenhanglos einer 1958 gefundenen Inschrift entnommen, die im Archäologischen Museum von Amman ausgestellt wird, und verwechseln oft die Buchstaben Alpha und Lambda. Die angebliche bildliche Darstellung Jesu mit „Dornenkrone“ kopiert eine 1987 gefundene Mosaikdarstellung der Venus (sog. „Galiläische Mona Lisa“) aus Sepphoris in Galiläa oder ähnliche Darstellungen des Sonnengottes Helios „im Strahlenkranz“.
Bei den „Jordanischen Blei-Kodizes“ handelt es sich um eine Fälschung unter Verwendung alter Materialien.